# 권중익
권중익(權重翼, ? ~ 1927년 12월 16일)은 대한제국과 일제강점기의 경찰 겸 관료로, 본적은 경기도 수원군이다. 본관은 안동이다.

## 생애
대한제국 육군 부위 출신이다. 1908년 2월 대한제국 군대 해산 이후에 일어난 의병 활동 탄압을 목적으로 조직된 제1순사대 경시로 재직했으며, 당시 강원도에서 활약했던 의병장 민긍호와 부대원들을 사살했다. 전라남도 광주경찰서(1909년 1월)와 경상북도 경무부(1910년 ~ 1920년)에서 경시로 근무했고, 1912년 8월 1일 일본 정부로부터 한국병합기념장을 받았다. 1919년 4월 7일 대구자제단 발기인으로 참여했고, 경상북도 영양군수(1921년 ~ 1922년)와 경상북도 고령군수(1922년 ~ 1926년)를 역임했다. 1927년 7월 31일 조선사 편수회 촉탁위원에 임명되었으나 같은 해 12월 16일에 사망하였다.
친일파 708인 명단의 경시 부문, 민족문제연구소의 친일인명사전 수록자 명단의 경찰, 관료 부문, 친일반민족행위진상규명위원회가 발표한 친일반민족행위 705인 명단에 포함되었다.

## 참고자료
- 친일반민족행위진상규명위원회 (2009). 〈권중익〉. 《친일반민족행위진상규명 보고서 Ⅳ-1》. 서울. 619~624쪽.